# Crédito rápido
Un préstamo rápido, crédito rápido, minicrédito o crédito expres es un tipo de crédito al consumo que se concede por particulares o empresas no financieras de crédito o entidades financieras en un breve plazo, con un límite breve de devolución y con condiciones de pago muy desfavorables, es decir, con un interés muy alto.
No debe confundirse con los microcréditos que ofrecen las entidades financieras o bancos ni con los créditos al consumo de las entidades bancarias tradicionales.
Estas empresas de crédito -normalmente telefónicas y online- no exigen excesivas condiciones por lo que los clientes o deudores acuden para conseguir liquidez ante una urgencia o necesidad. Evalúan en horas o pocos días la aprobación del préstamos. Las empresas imponen tanto intereses muy altos como plazos cortos y estrictos de devolución -de días, un mes, o algunos meses- dependiendo de la cantidad. Si se produce morosidad -retrasos en el pago y la devolución- los intereses se multiplican y la devolución se hace muy difícil.

## Créditos rápidos y emergencias sociales
La aparición y desarrollo de empresas crediticias de créditos rápidos se produce cuando se dan las siguientes circunstancias:
- Situaciones de emergencia económica o imprevistos: problemas de salud, compromisos de pagos pendientes, suministros -gas, agua, electricidad- y otras situaciones de emergencia social.
- Problemas de liquidez: falta de dinero en metálico, ausencia de crédito ordinario mediante tarjetas o crédito bancario en las cuentas bancarias, ausencia de bienes que puedan ser vendidos o empeñados, etc.
- Contexto de nulo apoyo familiar: situaciones en las que no existe apoyo familiar que palíe o anule la emergencia económica mediante una cesión monetaria o préstamo intrafamiliar.
- Contexto de nulo apoyo estatal o social o desconocimiento de su existencia: en numerosos países el Estado, las entidades locales -ayuntamientos-, Cruz Roja y otras Organizaciones no gubernamentales, parroquias, etc, ofrecen recursos o ayudas para aliviar o apoyar situaciones de emergencia social.
- Valoración errónea de la urgencia o necesidad de un gasto: en ocasiones se considera necesario o urgente realizar un gasto -una compra o pagar una deuda- cuando realmente no es tan urgente o necesario y además puede empeorar la situación económica a corto o medio plazo si no se tiene garantía de poder acometer la devolución del préstamo con holgura.

### Publicidad y créditos rápidos
La publicidad de los créditos rápidos incide en los aspectos más positivos del consumo sin atender a las razones objetivas de la necesidad cubierta y de las consecuencias económicas. Así expone la enorme satisfacción que se produce por la adquisición de un bien deseado -mueble, televisión, ropa, actividad, etc.; la inteligencia que muestra el que solicita el préstamo frente a otros que no poseen dicho bien o servicio; la facilidad con que se pueden satisfacer los deseos inmediatamente.

### Población a la que se dirigen los créditos rápidos
La población objetivo de la oferta de préstamos rápidos se centra en la población sin liquidez, con bajos ingresos, precaria, inmigrante, empleada a tiempo parcial o con retribuciones básicas -salario mínimo interprofesinal.

## Elementos de un crédito rápido
Los elementos que constituyen un crédito rápido son los siguientes:
1. Empresa de crédito.
2. Titular o titulares del préstamo.
3. Período de aprobación del préstamo (horas o días)
4. Contrato.
5. Cantidad del préstamo, cantidad solicitada o capital solicitado.
6. Comisiones y gastos por la firma del préstamo.
7. Intereses del préstamo (normalmente anual o TAE -tasa anual equivalente-).
8. Intereses de demora en caso de retraso en la devolución.
9. Cantidad o monto Total a Devolver (capital solicitado + intereses + comisiones y gastos + intereses de demora).
10. Plazo para pagar o devolver el préstamo y número de cuotas (dependiendo de la cuantía puede ser una o varias).

## Recomendaciones para los clientes de créditos rápidos
La Agencia Catalana de Consumo de la Generalidad de Cataluña recomienda, en caso de que se necesite disponer de dinero de manera urgente:
- Informarse: consultar todos los productos que hay en el mercado, para encontrar el más adecuado a nuestras necesidades. Consultar entidades no financieras y también financieras que suelen ofrecer mejores condiciones e intereses más bajos.
- No fiarse de la publicidad: no hay que creerse la publicidad, hay que leer bien las condiciones, valorar sus ingresos totales y gastos mensuales para ver si puede hacer frente a una nueva cuota antes de contratar.
- Exigir las condiciones por escrito del contrato: pedir una oferta vinculante que es el documento con las condiciones del crédito que suele tener una validez de varios días o pocas semanas por escrito para leerlo tranquilamente.
- Guardar el contrato y toda la documentación -publicidad incluida-, así como los recibos de ingresos y pagos.
- No firmar el contrato hasta comprobar que la oferta escrita es idéntica a se había hecho inicialmente o en la publicidad y que no hay ninguna cláusula abusiva sobre todo en los intereses de demora.
- Si se contrata a distancia, ya sea por teléfono o por Internet, también puede ejercer el derecho de desistimiento en el plazo determinado (en España es de 14 días naturales).
- Procure contratar con entidades financieras adheridas al sistema arbitral de consumo.
- En caso de conflicto debe pedir las hojas de queja o reclamación o denuncia en el establecimiento donde firmó el contrato de préstamo. Si la respuesta no es satisfactoria en el plazo estipulado (1 mes en España), puede dirigirse a la Oficina Municipal de Información al Consumidor de su municipio, a la Agencia Catalana del Consumo y después valorar la vía judicial.[3]